# Радика
Радика (макед. Радика, алб. Lumi i Radikës) — река на западе Северной Македонии, правый приток Чёрного Дрина. Образуется слиянием рек Црни-Камен и Чафа-Кадис.
Длина самой реки Радика составляет 52 км, но если измерять вместе с длиной самого длинного её истока, реки Црни-Камен, то тогда длина Радики составляет 70 км.

## Истоки
Црни-Камен (Чёрный камень) берёт начало на северных склонах хребта Враца, южного отрога гор Шар-Планина, у подножья пика Враца (2582 м). Црни-Камен первоначально течёт на запад через регион Гора, огибает Врацу и резко поворачивает на юг, сливается с рекой Чафа-Кадис.
Чафа-Кадис берёт начало на южных склонах хребта Враца и северных склонах горы Мангулова-Кула, ещё одного отрога гор Шар-Планина. Она течёт на запад у северного подножья горы Ничипурска-Планина и сливается с рекой Црни-Камен.

## Верхняя Радика
Верхняя Радика имеет длину всего 8 км. Из-за работ по регулированию стока она относится к бассейну Эгейского моря, в то время как Нижняя Радика относится к бассейну Адриатического моря. Образуясь слиянием рек Црни-Камен и Чафа-Кадис, Верхняя Радика течёт на юг между горами Кораб на западе и Ничипурска-Планина на востоке. У села Волковия сделана искусственная бифуркация реки, благодаря чему воды Верхней Радики попадают по искусственному руслу в Мавровское озеро у села Маврови-Ханови, а оттуда через Мавровскую систему гидроэлектростанций в реку Вардар.

## Нижняя Радика
Длина нижнего отрезка реки составляет 44 км. Радика продолжает своё течение юг. Она образует длинное и глубокое (до 1 км) ущелье между горами Кораб и Дешат на западе и Бистра на востоке. Вдоль долины Радики есть множество примечательных мест, в частности сёла Веле-Брдо, Ростуша, Янче, Присойница, Скидрине, Бигорский монастырь, Косовраштская баня с горячей сульфидной водой и уникальная пещера Алчия с алебастром. Алебастр в изобилии присутствует в окружающей местности, ведётся его добыча для промышленного и коммерческого использования в городе Дебар.
После ущелье Радика принимает слева воды крупного притока, реки Мала Река, и далее течет на юго-запад вдоль северных склонов гор Стогово. После деревни Дольни-Косоврашти, Дольни-Мельничане, Горенци и Райчица, Радика впадает в Чёрный Дрин к югу от Дебара. Вблизи устья на реке устроена плотина, образующая водохранилище Дебар.
В основном, Радика принадлежит к бассейну Адриатического моря, имеет площадь водосбора 665 км² и не судоходна.
Имеется большой потенциал для использования вод Радики для получения электричества на ГЭС, который частично используется в её верхнем течении. Кроме того, по долине реки проходит автодорога, соединяющая регионы Полог и Охрид.